# Macrobela phaeophasma
Macrobela phaeophasma is een vlinder van de familie van de grasmotten (Crambidae), uit de onderfamilie van de Spilomelinae. De wetenschappelijke naam van deze soort is voor het eerst voorgesteld door Alfred Jefferis Turner in een publicatie uit 1939.
De soort komt voor in Australië (Queensland).